# Chnanir
Chnanir (arabe : شننعير) est un village libanais situé dans le caza du Kesrouan au Mont-Liban au Liban. La population est presque exclusivement chrétienne du rite catholique Maronite.

## Géographie
Municipalité voisine de Jounieh, elle se situe à près de 30 km au nord de la capitale libanaise, Beyrouth. Située à une altitude moyenne de 380 mètres, sa superficie est d'environ 2,3 km².

## Indicateurs socio-économiques
Il n'existe ni école, ni hôpital, ni entreprise de plus de 5 employés à Chnanir.

## Personnalités
Le député du Bloc du changement et de la réforme, Naamatallah Abi-Nasr, est né à Chnanir en 1936.